# Донигер, Уэнди
Уэ́нди До́нигер (в замужестве — О’Флаэрти; англ. Wendy Doniger (O’Flaherty), род. 20 ноября 1940, Нью-Йорк, США) — американский индолог. Дважды доктор (1968, 1973), профессор истории религии в Чикагском университете (с 1986), член Американского философского общества (1996) и Американской академии искусств и наук.
Известна своими исследованиями в области сравнительной мифологии.

## Биография
Родилась в семье еврейских иммигрантов. Её отец, Лестер Донигер (1909—1971), был книгоиздателем. В школьные годы изучала балет под руководством Джорджа Баланчина и Марты Грэм. В 1962 году окончила summa cum laude Радклиффский колледж, получив степень бакалавра по индологии и санскриту. Продолжила учёбу в Гарвардском университете, где в 1963 году получила степень магистра искусств. В 1963—1964 годах занималась научно-исследовательской деятельностью в Индии в качестве научного сотрудника Американского института индийских исследований. В 1968 году защитила в Гарварде докторскую диссертацию на тему «Asceticism and Sexuality in the Mythology of Siva» («Аскетизм и сексуальность в мифологии Шивы»). Её научным руководителем был Дэниел Ингаллс. В 1973 году защитила вторую докторскую диссертацию, на этот раз в Оксфордском университете. Тема диссертации: «The Origins of Heresy in Hindu Mythology». В последующие годы получила почётные докторские степени от шести университетов.
С 1978 года преподаёт в Чикагском университете, где в настоящее время занимает должность профессора и заведующего кафедрой истории религии. С 1979 года входит в редакционную коллегию журнала History of Religions. В 1984 году была избрана президентом Американской академии религии, а в 1997 году — президентом Ассоциации азиатских исследований. Входит в международную редакционную коллегию «Энциклопедии Британники».
Является лауреатом ряда литературных премий.

## Отзывы
Донигер называют «одним из крупнейших американских учёных в области гуманитарных наук». Её монографии получили положительные оценки ряда учёных. Ричард Гомбрич назвал монографию Донигер «Hindu Myths: A Sourcebook Translated from the Sanskrit» «интеллектуальным триумфом» Выполненный ею перевод 108 гимнов из «Риг-веды» был назван «самым достоверным». Донигер также назвали «одним из наиболее выдающихся мифографов нашего времени».
Вышедшая в 2009 году книга Донигер «The Hindus: An Alternative History» получила положительные отзывы от Library Journal Times Literary Supplement,, New York Review of Books, The New York Times и The Hindu. По данным Hindustan Times в Индии эта книга стала бестселлером. В 2010 году National Book Critics Circle назвал «The Hindus: An Alternative History» финалистом своей премии. Индуистский американский фонд выступил в этой связи с протестом, утверждая, что книга была написана предвзято и содержала многочисленные неточности.
Донигер регулярно подвергается критике со стороны индуистских деятелей и организаций, по мнению которых она представляет индуизм в неверном свете. Одним из наиболее известных критиков Донигер и ряда других западных индологов является Раджив Малхотра. Малхотра критикует Донигер за использование концепций психоанализа в интерпретации незападных предметов и в демонизации индуизма, приводящей к тому, что молодые индусы «стыдятся своей религии». Отвечая на критику, Донигер отметила, что её книги имеют такое же право на существование, как и любые другие книги на эту тему. Она также добавила, что не считает, что занимаясь переводом и интерпретацией индуистских текстов, она каким либо образом принижает их религиозное значение.
В марте 2010 года сооснователь Американского индуистского фонда Асим Шукла обсуждал с Донигер содержание её книги «The Hindus: An Alternative History» в финансируемом Washington Post блоге о религии. Шукла обвинил Донигер в чрезмерно сексуальной и экзотичной интерпретации ряда наиболее священных фрагментов индуистских текстов. Донигер в ответ указала на то, что книга пользуется большой популярностью в Индии и попросила указать на конкретные «неверные» интерпретации. Профессор богословия Альбертского университета Эрл Во назвал этот спор примером конфликта между религиозной традицией и западными аналитическими инструментами, такими как психология Фрейда.

## Избранная библиография
Донигер является автором 16 книг, 9 комментированных переводов (преимущественно с санскрита) и сотен научных и публицистических статей. Публиковалась в таких изданиях, как New York Times Book Review, London Review of Books, Times Literary Supplement, The Times, The Washington Post, U.S. News & World Report, International Herald Tribune, Parabola, The Chronicle of Higher Education, Daedalus, The Nation и Journal of Asian Studies.

### Монографии
- Served as Vedic consultant and co-author, and contributed a chapter ("Part II: The Post-Vedic History of the Soma Plant, " pp. 95–147) in Soma: Divine Mushroom of Immortality, by R. Gordon Wasson (New York: Harcourt Brace, 1968). 381 pp.
- Asceticism and Eroticism in the Mythology of Siva (Oxford University Press, 1973). 386 pp.
- The Ganges (London: Macdonald Educational, 1975).
- The Origins of Evil in Hindu Mythology (Berkeley: University of California, 1976). 411 pp.
- Women, Androgynes, and Other Mythical Beasts (Chicago: University of Chicago Press, 1980). 382 pp.
- Dreams, Illusion, and Other Realities (Chicago: University of Chicago Press, 1984). 361 pp.
- Tales of Sex and Violence: Folklore, Sacrifice, and Danger in the Jaiminiya Brahmana (Chicago: University of Chicago Press, 1985). 145 pp.
- Other Peoples' Myths: The Cave of Echoes. (New York: Macmillan, 1988). 225 pp.
- The Implied Spider: Politics and Theology in Myth. The 1996—1997 ACLS/AAR Lectures. New York: Columbia University Press, 1998; 200 pp.
- Splitting the Difference: Gender and Myth in Ancient Greece and India. The 1996 Jordan Lectures. Chicago and London: University of London Press[англ.] and University of Chicago Press, 1999. 376 pp.
- Der Mann, der mit seiner eigenen Frau Ehebruch beging. Mit einem Kommentar von Lorraine Daston. Berlin: Suhrkamp, 1999. 150 pp.
- The Bedtrick: Tales of Sex and Masquerade. Chicago: University of Chicago Press, 2000. 599 pp. Won the Rose Mary Crawshay prize from the British Academy for the best book about English literature written by a woman, 2002.
- La Trappola della Giumenta. Trans. Vincenzo Vergiani. Milan: Adelphi Edizione, 2003.
- The Woman Who Pretended to Be Who She Was. New York: Oxford University Press, 2005. 272 pp.
- The Hindus: An Alternative History. New York: Penguin Press, 2009. 789 pp.

### Переводы
- Hindu Myths: A Sourcebook, translated from the Sanskrit. Harmondsworth: Penguin Classics, 1975; 357 pp.
- The Rig Veda: An Anthology, 108 Hymns Translated from the Sanskrit (Harmondsworth: Penguin Classics, 1981).
- (with David Grene) Antigone (Sophocles). A new translation for the Court Theatre, Chicago, production of February, 1983.
- Textual Sources for the Study of Hinduism, in the series Textual Sources for the Study of Religion, edited by John R. Hinnells (Chicago: University of Chicago Press, 1990). 211 pp.
- (с Дэвидом Грене). Oresteia. A New Translation for the Court Theatre Production of 1986. (Chicago: University of Chicago Press, 1988). 249 pp.
- Mythologies. A restructured translation of Yves Bonnefoy's Dictionnaire des Mythologies, prepared under the direction of Wendy Doniger (Chicago: University of Chicago Press. 1991). 2 vols., c. 1,500 pp.
- The Laws of Manu. A new translation, with Brian K. Smith, of the Manavadharmasastra (Harmondsworth: Penguin Classics, 1991).
- Vātsyāyana Kāmasūtra. A new translation by Wendy Doniger and Sudhir Kakar. New York: Oxford University Press, 2002.
- The Lady of the Jewel Necklace and The Lady Who Shows Her Love. Harsha’s Priyadarsika and Ratnavali. Clay Sanskrit Series. New York: New York University Press, JJC Foundation, 2006.

### Сборники (редактор-составитель)
- The Concept of Duty in South Asia. Edited (with J. D. M. Derrett), with an introduction (pp. xiii-xix) and an essay ("The clash between relative and absolute duty: the dharma of demons, " pp. 96–106) by W. D. O’Flaherty. (London: School of Oriental and African Studies). 240 pp.
- The Critical Study of Sacred Texts. Edited, with an introduction (pp. ix-xiii). (Berkeley: Graduate Theological Union, Religious Studies Series, 1979). 290 pp.
- Karma and Rebirth in Classical Indian Traditions. Edited, with an introduction (pp. i-xv) and an essay ("Karma and rebirth in the Vedas and Puranas, " pp. 1–39). (Berkeley: University of California Press; 1980). 340 pp. Reprinted, Banarsidass, 1999.
- The Cave of Siva at Elephanta. by Wendy Doniger O’Flaherty, Carmel Berkson, and George Michell (Princeton: Princeton University Press, 1983).
- Religion and Change. Edited by Wendy Doniger O’Flaherty. History of Religions 25:4 (May, 1986).
- Animals in Four Worlds: Sculptures from India. Photographs by Stella Snead; text by Wendy Doniger (pp. 3–23) and George Michell (Chicago: University of Chicago Press, 1989).
- Purana Perennis: Reciprocity and Transformation in Hindu and Jaina Texts. Essays by David Shulman, V. Narayana Rao, A. K. Ramanujan, Friedhelm Hardy, John Cort, Padmanabh Jaini, Laurie Patton, and Wendy Doniger. Edited by Wendy Doniger. (SUNY Press, 1993). 331 pp.
- Off with Her Head! The Denial of Women’s Identity in Myth, Religion, and Culture. Ed., with Howard Eilberg-Schwartz. Berkeley: University of California Press, 1995.
- Myth and Method. Ed., with Laurie Patton. Virginia: University of Virginia Press[англ.], 1996.